# Démographie de la Corrèze
La démographie de la Corrèze est caractérisée par une faible densité et une population vieillissante, qui après avoir presque constamment baissé depuis plus de cent ans, connaît une légère croissance au début du XXIe siècle.
Avec ses 240 120 habitants en 2022, le département français de la Corrèze se situe en 83e position sur le plan national.
En six ans, de 2015 à 2021, sa population a diminué de près de 2 100 unités, c'est-à-dire de plus ou moins 350 personnes par an. Mais cette variation est différenciée selon les 279 communes que comporte le département.
La densité de population de la Corrèze, 41 habitants par kilomètre carré en 2022, est trois fois inférieure à celle de la France entière qui est de 107,1 hab./km2 pour la même année.

## Évolution démographique
Lors du recensement général de la population, en 1801, la Corrèze comptait 243 654 habitants, essentiellement des ruraux. Au fil du XIXe siècle, le dynamisme démographique corrézien ne se dément pas : entre 1831 et 1836, la barre des 300 000 habitants est franchie.
C'est en 1891 que le département atteint son maximum démographique, à savoir 328 151 habitants. À partir de ce moment-là, l'exode rural va accentuer son travail de sape amorcé quelques années auparavant. Les recensements suivants donnent des chiffres sans cesse à la baisse. La Grande Guerre est à l'origine de la disparition de 14 053 Corréziens. À la veille de la Seconde Guerre mondiale, les Corréziens ne sont plus que 262 743. Les Trente Glorieuses n'apportent pas une inversion de la tendance démographique. Au contraire, en 1968, la démographie corrézienne semble toucher le fond avec un effectif limité à seulement 237 858 habitants. Pourtant, le pire reste à arriver.
En 1999, le dernier recensement du XXe siècle a livré ces résultats inquiétants : avec 232 576 habitants, jamais la Corrèze n'avait été aussi peu peuplée. Avec près d'un tiers de communes caractérisées par une proportion de personnes âgées de plus de 75 ans, supérieure à celle des jeunes gens de moins de 20 ans, la Corrèze ne peut guère compter sur sa vitalité démographique : le taux de natalité atteint difficilement 8,8 pour mille et les flux migratoires entrants sont en majeure partie constitués de retraités.
En 2022, le département comptait 240 120 habitants, en évolution de −0,59 % par rapport à 2016 (France hors Mayotte : +2,11 %).
| 1791    | 1801    | 1806    | 1821    | 1826    | 1831    | 1836    | 1841    | 1846    |
| ------- | ------- | ------- | ------- | ------- | ------- | ------- | ------- | ------- |
| 269 767 | 243 654 | 254 233 | 273 418 | 284 882 | 294 834 | 302 433 | 306 480 | 317 569 |

| 1851    | 1856    | 1861    | 1866    | 1872    | 1876    | 1881    | 1886    | 1891    |
| ------- | ------- | ------- | ------- | ------- | ------- | ------- | ------- | ------- |
| 320 864 | 314 982 | 310 118 | 310 843 | 302 746 | 311 525 | 317 066 | 326 494 | 328 151 |

| 1896    | 1901    | 1906    | 1911    | 1921    | 1926    | 1931    | 1936    | 1946    |
| ------- | ------- | ------- | ------- | ------- | ------- | ------- | ------- | ------- |
| 322 393 | 318 422 | 317 430 | 309 673 | 273 808 | 269 289 | 264 129 | 262 743 | 254 574 |

| 1954    | 1962    | 1968    | 1975    | 1982    | 1990    | 1999    | 2006    | 2011    |
| ------- | ------- | ------- | ------- | ------- | ------- | ------- | ------- | ------- |
| 242 798 | 237 926 | 237 858 | 240 363 | 241 448 | 237 908 | 232 576 | 240 363 | 242 454 |

| 2016    | 2021    | 2022    | - | - | - | - | - | - |
| ------- | ------- | ------- | - | - | - | - | - | - |
| 241 535 | 239 784 | 240 120 | - | - | - | - | - | - |

## Population par divisions administratives

### Arrondissements
Le département de la Corrèze comporte trois arrondissements. La population se concentre principalement sur l'arrondissement de Brive-la-Gaillarde, qui recense 54 % de la population totale du département en 2022, avec une densité de 88,1 hab./km2, contre 29 % pour l'arrondissement de Tulle et 17 % pour celui d'Ussel.
| Arrondissement     | Population(2022) | Variation(2022/2016)                       | Superficie(km2) | Densité(hab./km2) |
| ------------------ | ---------------- | ------------------------------------------ | --------------- | ----------------- |
| Brive-la-Gaillarde | 129 574          | en évolution de +0,55 % par rapport à 2016 | 1 471,2         | 88,1              |
| Tulle              | 70 310           | en évolution de −0,61 % par rapport à 2016 | 2 363,7         | 29,7              |
| Ussel              | 40 236           | en évolution de −4,04 % par rapport à 2016 | 2 021,9         | 19,9              |
| Source : Insee.    |                  |                                            |                 |                   |

### Communes de plus de2 000 habitants
Sur les 279 communes que comprend le département de la Corrèze, 19 ont en 2021 une population municipale supérieure à 2 000 habitants, quatre ont plus de 5 000 habitants et deux ont plus de 10 000 habitants : Brive-la-Gaillarde et Tulle.
Les évolutions respectives des communes de plus de 2 000 habitants sont présentées dans le tableau ci-après.
| Commune                   | Population(2022) | Variation(2022/2016)                       | Superficie(km2) | Densité(hab./km2) |
| ------------------------- | ---------------- | ------------------------------------------ | --------------- | ----------------- |
| Brive-la-Gaillarde        | 46 769           | en évolution de −0,5 % par rapport à 2016  | 48,59           | 962,5             |
| Tulle                     | 13 602           | en évolution de −5,89 % par rapport à 2016 | 24,44           | 556,5             |
| Ussel                     | 9 174            | en évolution de −6,22 % par rapport à 2016 | 50,37           | 182,1             |
| Malemort                  | 7 995            | en évolution de −0,21 % par rapport à 2016 | 19,65           | 406,9             |
| Saint-Pantaléon-de-Larche | 5 006            | en évolution de +4,57 % par rapport à 2016 | 23,47           | 213,3             |
| Égletons                  | 4 336            | en évolution de +1,14 % par rapport à 2016 | 16,85           | 257,3             |
| Ussac                     | 4 271            | en évolution de +2,45 % par rapport à 2016 | 24,63           | 173,4             |
| Allassac                  | 4 050            | en évolution de +3,77 % par rapport à 2016 | 39,01           | 103,8             |
| Objat                     | 3 737            | en évolution de +2,33 % par rapport à 2016 | 9,57            | 390,5             |
| Cosnac                    | 3 042            | en évolution de +1,94 % par rapport à 2016 | 19,98           | 152,3             |
| Argentat-sur-Dordogne     | 2 857            | en évolution de −7,33 % par rapport à 2016 | 29,57           | 96,6              |
| Uzerche                   | 2 806            | en évolution de −1,47 % par rapport à 2016 | 23,85           | 117,7             |
| Donzenac                  | 2 714            | en évolution de +2,57 % par rapport à 2016 | 24,24           | 112               |
| Bort-les-Orgues           | 2 487            | en évolution de −7,85 % par rapport à 2016 | 15,07           | 165               |
| Varetz                    | 2 436            | en évolution de +1,2 % par rapport à 2016  | 20,38           | 119,5             |
| Naves                     | 2 318            | en évolution de −0,3 % par rapport à 2016  | 35,93           | 64,5              |
| Meymac                    | 2 326            | en évolution de −3,53 % par rapport à 2016 | 87,15           | 26,7              |
| Lubersac                  | 2 253            | en évolution de +1,26 % par rapport à 2016 | 57,46           | 39,2              |
| Sainte-Féréole            | 2 060            | en évolution de +8,82 % par rapport à 2016 | 35,58           | 57,9              |
| Source : Insee.           |                  |                                            |                 |                   |

## Structures des variations de population

### Soldes naturels et migratoires sur la période 1968-2021
La variation moyenne annuelle décroît depuis les années 1970, passant de 0,2 à −0,1 %. Elle a connu un pic à 0,4 % sur la période 1999-2010.
Le solde naturel annuel qui est la différence entre le nombre de naissances et le nombre de décès enregistrés au cours d'une même année, est négatif et en décroissance, passant de −0,2 à −0,5 %. La baisse du taux de natalité, qui passe de 12,4 à 7,9 ‰, n'est pas compensée par une baisse du taux de mortalité, qui parallèlement passe de 14,1 à 13,2 ‰.
Le flux migratoire est positif et en croissance sur la période courant de 1968 à 2010, le taux annuel passant de 0,3 à 0,7 %, mais diminuant depuis à 0,4 %. Solde naturel négatif et flux migratoire positif s'annulent pour aboutir à une stagnation de la population dans la période récente.
| Indicateurs démographiques                       | 1968 à1975 | 1975 à1982 | 1982 à1990 | 1990 à1999 | 1999 à2010 | 2010 à2015 | 2015 à2021 |
| ------------------------------------------------ | ---------- | ---------- | ---------- | ---------- | ---------- | ---------- | ---------- |
| Variation annuelle moyenne de la population en % | 0,2        | 0,1        | -0,2       | -0,3       | 0,4        | -0,1       | -0,1       |
| - due au solde naturel en %                      | -0,2       | -0,3       | -0,4       | -0,4       | -0,3       | -0,4       | -0,5       |
| - due au solde apparent des entrées sorties en % | 0,3        | 0,4        | 0,2        | 0,2        | 0,7        | 0,3        | 0,4        |
| Taux de natalité en ‰                            | 12,4       | 10,6       | 9,9        | 8,8        | 9,5        | 8,9        | 7,9        |
| Taux de mortalité en ‰                           | 14,1       | 14,0       | 13,6       | 13,0       | 12,5       | 12,8       | 13,2       |
| Source : Insee.                                  |            |            |            |            |            |            |            |

### Mouvements naturels sur la période 2014-2022
En 2014, 2 094 naissances ont été dénombrées contre 3 046 décès. Le nombre annuel des naissances a diminué depuis cette date, passant à 1 880 en 2022, indépendamment à une augmentation, mais relativement faible, du nombre de décès, avec 3 388 en 2022. Le solde naturel est ainsi négatif et diminue, passant de -952 à −1 508.
Pour des raisons techniques, il est temporairement impossible d'afficher le graphique qui aurait dû être présenté ici.

## Densité de population
En 2021, la densité était de 40,9 hab./km2.
| 1968 |  | 40.6 |  |

| 1975 |  | 41.0 |  |

| 1982 |  | 41.2 |  |

| 1990 |  | 40.6 |  |

| 1999 |  | 39.7 |  |

| 2010 |  | 41.6 |  |

| 2015 |  | 41.3 |  |

| 2021 |  | 40.9 |  |

## Répartition par sexes et tranches d'âges
La population du département est plus âgée qu'au niveau national.
En 2021, le taux de personnes d'un âge inférieur à 30 ans s'élève à 28,4 %, soit en dessous de la moyenne nationale (35,1 %). À l'inverse, le taux de personnes d'âge supérieur à 60 ans est de 35,5 % la même année, alors qu'il est de 26,6 % au niveau national.
En 2021, le département comptait 116 920 hommes pour 122 864 femmes, soit un taux de 51,24 % de femmes, légèrement inférieur au taux national (51,61 %).
Les pyramides des âges du département et de la France s'établissent comme suit.
| Hommes | Classe d’âge | Femmes |
| ------ | ------------ | ------ |
| 1,1    | 90 ou +      | 3      |
| 9,9    | 75-89 ans    | 13,5   |
| 21,2   | 60-74 ans    | 22,1   |
| 20,8   | 45-59 ans    | 19,8   |
| 16,1   | 30-44 ans    | 15,6   |
| 15,6   | 15-29 ans    | 12,5   |
| 15,2   | 0-14 ans     | 13,4   |

| Hommes | Classe d’âge | Femmes |
| ------ | ------------ | ------ |
| 0,7    | 90 ou +      | 1,9    |
| 7,0    | 75-89 ans    | 9,5    |
| 16,6   | 60-74 ans    | 17,5   |
| 20,0   | 45-59 ans    | 19,5   |
| 18,8   | 30-44 ans    | 18,3   |
| 18,3   | 15-29 ans    | 16,7   |
| 18,6   | 0-14 ans     | 16,7   |

## Répartition par catégories socioprofessionnelles
La catégorie socioprofessionnelle des retraités est surreprésentée par rapport au niveau national. Avec 35,9 % en 2021, elle est 9,1 points au-dessus du taux national (26,8 %). La catégorie socioprofessionnelle des cadres et professions intellectuelles supérieures est quant à elle sous-représentée par rapport au niveau national. Avec 5,3 % en 2021, elle est 4,8 points en dessous du taux national (10,1 %).
| Catégorie socioprofessionnelle                    | 2015    | 2015 | 2021    | 2021 | Détails de l'année 2021 | Détails de l'année 2021 | Détails de l'année 2021            | Détails de l'année 2021            | Détails de l'année 2021            |
| Catégorie socioprofessionnelle                    | Nb      | %    | Nb      | %    | Hommes                  | Femmes                  | Part en % de la population âgée de | Part en % de la population âgée de | Part en % de la population âgée de |
| Catégorie socioprofessionnelle                    | Nb      | %    | Nb      | %    | Hommes                  | Femmes                  | 15 à 24 ans                        | 25 à 54 ans                        | 55 ans ou +                        |
| ------------------------------------------------- | ------- | ---- | ------- | ---- | ----------------------- | ----------------------- | ---------------------------------- | ---------------------------------- | ---------------------------------- |
| Agriculteurs exploitants                          | 4 254   | 2,1  | 3 835   | 1,9  | 2 703                   | 1 132                   | 0,4                                | 2,7                                | 1,6                                |
| Artisans, commerçants, chefs d'entreprise         | 7 735   | 3,8  | 8 058   | 3,9  | 5 491                   | 2 567                   | 0,9                                | 6,8                                | 2,4                                |
| Cadres et professions intellectuelles supérieures | 10 482  | 5,1  | 10 923  | 5,3  | 5 903                   | 5 020                   | 1,0                                | 10,1                               | 2,6                                |
| Professions intermédiaires                        | 24 990  | 12,2 | 25 164  | 12,3 | 11 930                  | 13 234                  | 8,4                                | 23,6                               | 4,4                                |
| Employés                                          | 32 842  | 16,0 | 31 519  | 15,4 | 8 226                   | 23 293                  | 17,8                               | 26,2                               | 6,5                                |
| Ouvriers                                          | 26 589  | 12,9 | 25 033  | 12,2 | 19 695                  | 5 338                   | 16,0                               | 21,7                               | 4,0                                |
| Retraités                                         | 73 334  | 35,7 | 73 618  | 35,9 | 33 591                  | 40 026                  | 0,0                                | 0,3                                | 71,4                               |
| Autres personnes sans activité professionnelle    | 25 297  | 12,3 | 27 118  | 13,2 | 11 532                  | 15 586                  | 55,5                               | 8,7                                | 7,2                                |
| Ensemble                                          | 205 522 | 100  | 205 268 | 100  | 99 071                  | 106 197                 | 100                                | 100                                | 100                                |
| Sources : Insee,.                                 |         |      |         |      |                         |                         |                                    |                                    |                                    |